# Film niskobudżetowy

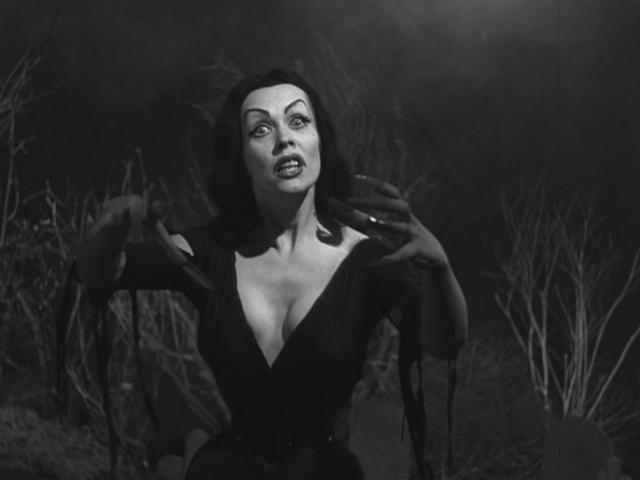
Kadr z filmu Plan dziewięć z kosmosu zrealizowanego za 60 000 dolarów

Film niskobudżetowy – film zrealizowany niewielkim nakładem pieniędzy. Często są to filmy niezależne lub filmy początkujących twórców i amatorów.

## Charakterystyka
Nie ma określonej sumy, poniżej której film byłby uznawany za niskobudżetowy. Zależy ona w dużej mierze od gatunku i kraju produkcji. Jednak, jak wynika z ankiet przeprowadzonych wśród twórców filmowych, uznają oni, że film kosztujący mniej niż około 2 miliony dolarów to film niskobudżetowy, a poniżej około 400 000 dolarów to film z mikro-budżetem.
Twórcy takich filmów często promują je na festiwalach filmowych. Niektóre uzyskują status filmów kultowych i wchodzą do szerszej dystrybucji.

## Przykłady
Zdarza się, że film niskobudżetowy osiąga sukces i zarabia wielokrotnie więcej niż kosztowała jego produkcja. Do najpopularniejszych i najbardziej dochodowych filmów niskobudżetowych należą:
| Tytuł                              | Premiera | Budżet ($) | Przychód ($)   | Zysk (%)  |
| ---------------------------------- | -------- | ---------- | -------------- | --------- |
| Paranormal Activity                | 2007     | 15 000     | 193 355 800    | 1 288 938 |
| Głębokie gardło                    | 1972     | 22 500     | 100 000        | 444 344   |
| Blair Witch Project                | 1999     | 60 000     | 248 639 099    | 414 298   |
| El Mariachi                        | 1992     | 7 000      | USA: 2 040 920 | 29 056    |
| Noc żywych trupów                  | 1968     | 114 000    | 30 000         | 26 215    |
| Halloween                          | 1978     | 300 000    | 70 000         | 23 233    |
| Rocky                              | 1976     | 1 000      | 225 000        | 22 400    |
| Mad Max                            | 1979     | 650 000    | 100 000        | 15 285    |
| Napoleon Wybuchowiec               | 2004     | 400 000    | 46 118 097     | 11 430    |
| Teksańska masakra piłą mechaniczną | 1974     | 300 000    | 30 859 000     | 10 186    |
| Śledząc                            | 1998     | 6 000      | 240 495        | 3 908     |
| Głowa do wycierania                | 1977     | 20 000     | USA: 7 000     | 3 490     |
| Clerks – Sprzedawcy                | 1994     | 230 000    | USA: 3 151 130 | 1 270     |

## Filmy bez budżetu
Szczególnym przypadkiem filmów niskobudżetowych są filmy, które w ogóle nie posiadały budżetu. Przykładowo film Hag in a Black Leather Jacket Johna Watersa z 1964 roku miał kosztować 30 dolarów, ale jak twierdzi sam twórca, ukradł on taśmę filmową. Innymi przykładami są filmy Flick Skin Craiga Baldwina z 1977 roku, który został w całości stworzony w tak zwanej technice found footage, z wyciętych fragmentów filmów pornograficznych i Tylko dla kochanków z 2011 dystrybuowany za pomocą serwisu iTunes.